# Alvin Morell Bentley

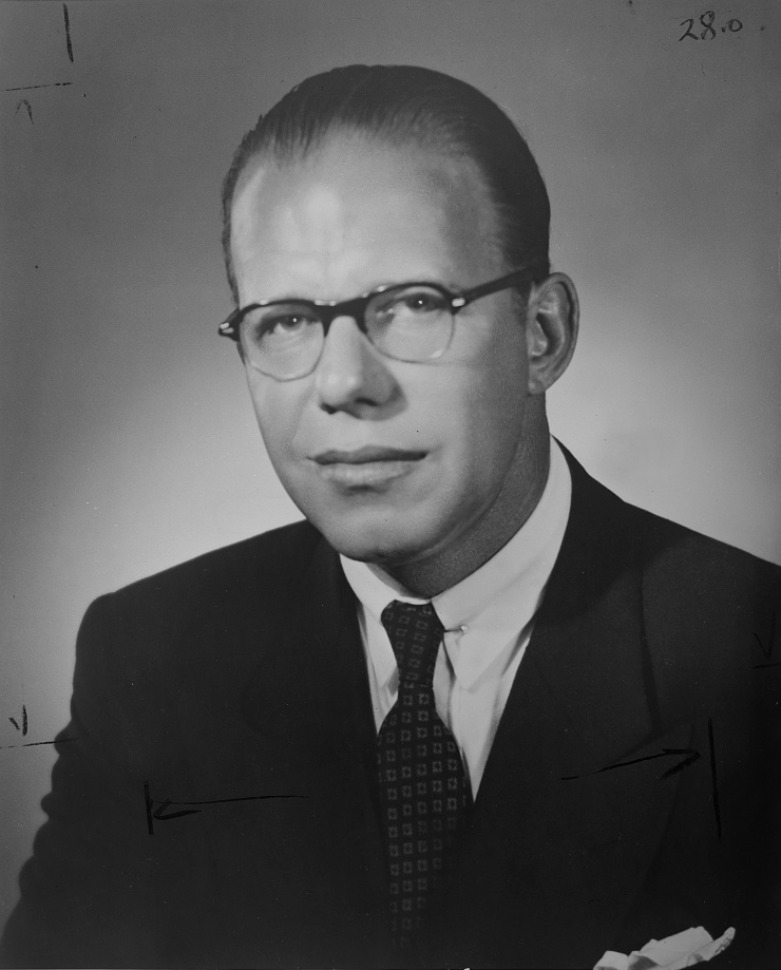
Alvin Morell Bentley

Alvin Morell Bentley (* 30. August 1918 in Portland, Maine; † 10. April 1969 in Tucson, Arizona) war ein US-amerikanischer Politiker. Zwischen 1953 und 1961 vertrat er den Bundesstaat Michigan im US-Repräsentantenhaus.

## Werdegang
Alvin Bentley besuchte bis 1934 die Southern Pines High School in North Carolina und danach bis 1936 die Asheville Prep School, ebenfalls im Bundesstaat North Carolina. Anschließend studierte er bis 1940 an der University of Michigan in Ann Arbor. Bentley beendete seine Ausbildung mit einem Studium an der Turner’s Diplomatic School in Washington. Danach begann er im diplomatischen Dienst der Bundesregierung zu arbeiten. In den folgenden Jahren war er in Mexiko, Kolumbien, Ungarn und Italien als Diplomat tätig. Nach seiner Rückkehr im März 1950 arbeitete er für das Außenministerium. Noch im gleichen Jahr quittierte er den Dienst, weil er mit der Außenpolitik von Präsident Harry S. Truman nicht einverstanden war.
Nach dem Ende seiner Tätigkeit im diplomatischen Dienst zog Bentley nach Owosso in Michigan. Politisch war er Mitglied der Republikaner, deren regionale Parteitage in Michigan er zwischen 1950 und 1952 besuchte. Geschäftlich wurde er 1952 Vizepräsident der Lake Huron Broadcasting Co. in Saginaw. Außerdem war er einer der Direktoren der Mitchell-Bentley Corp. Bei den Kongresswahlen des Jahres 1952 wurde er im achten Wahlbezirk von Michigan in das US-Repräsentantenhaus in Washington gewählt, wo er am 3. Januar 1953 die Nachfolge von Fred L. Crawford antrat, den er in den Vorwahlen geschlagen hatte. Nach drei Wiederwahlen konnte er bis zum 3. Januar 1961 vier Legislaturperioden im Kongress absolvieren. Während dieser Zeit ereignete sich am 1. März 1954 eine Schießerei im Kapitol, als puerto-ricanische Nationalisten von einer Besuchertribüne des Repräsentantenhauses das Feuer auf die tagenden Abgeordneten eröffneten. Bentley war eines von fünf Kongressmitgliedern, die verletzt wurden: Eine Kugel traf ihn in die Brust; er überlebte mit schweren Verwundungen.
1960 verzichtete Bentley auf eine erneute Kandidatur für das US-Repräsentantenhaus. Stattdessen kandidierte er erfolglos für den US-Senat: Er unterlag dem demokratischen Amtsinhaber Patrick V. McNamara. In den Jahren 1961 und 1962 war er Delegierter auf einer Versammlung zur Überarbeitung der Staatsverfassung von Michigan. 1962 bewarb er sich erfolglos um die Rückkehr in den Kongress. Seit 1966 war Bentley Vorstandsmitglied der University of Michigan, für die er im Jahr 1961 die Alvin-M.-Bentley-Stiftung ins Leben gerufen hatte, die verschiedene Projekte der Universität unterstützt. Alvin Bentley starb am 10. April 1969 in Tucson und wurde in Owosso beigesetzt.